# Locate32
Locate32 — бесплатное портативное приложение для поиска файлов по названиям. Оно позволяет найти нужный файл, в какой бы папке он ни находился, если вы знаете хотя бы часть его названия. Также можно искать файлы по типам, датам создания, размеру и другим параметрам. Можно искать и папки. Результаты поиска можно, если понадобится, сохранить в файле. 
При первом запуске пользователь создаёт базу данных (которую можно впоследствии обновлять – либо автоматически, либо вручную). 
Поиск файла по названию даже в большом массиве данных идёт почти мгновенно. Расходование ресурсов системы невелико. 
Приложение Locate32 не оптимизировано для поиска внутри файлов (в отличие от Google-поиска и подобных программ), но есть опция для такого поиска. 
Программа не требует установки: достаточно разархивировать содержимое установочного архива и запустить находящийся там файл Locate32.exe.
Автор Janne Huttunen перестала поддерживать этот проект, последняя известная версия — 3.1.11.7100. Приложение по-прежнему работает в операционных системах Windows 98/ME/NT4/2000/XP/Vista/7.

## Отзывы и обзоры
Сайт techsupportalert.com присудил этому приложению награду «Выбор редактора». По версии сайта listoffreeware.com, это первая из 19 лучших программ для поиска файлов. Лучшей её назвал и сайт howtoanswer.com. Сайт gHacks.net также указывает на Locate32 как на один из лучших поисковиков.  